# 真保綱一郎
真保 綱一郎（しんぼ こういちろう、1972年4月11日 - ）は、日本のバレーボール指導者である。

## 来歴
神奈川県横浜市出身。
駒澤大学卒業。1999年、チェコのAero odlena vodaでコーチを務める。2022年からはイタリアのチームでコーチを務める。
2004年より初めて日本でコーチとなり、NECレッドロケッツのコーチに就任。2005年からは久光製薬スプリングス（現・久光スプリングス）で2シーズンコーチを務めた。
2007年からは男子でのキャリアが始まり、パナソニックパンサーズのコーチに就任し、8シーズンに渡ってコーチを務めた。
2014年より男子日本代表のコーチも2シーズン務めた。
2015年から再び海外で活動し、ドイツのベルリン・リサイクリング・バレーズでコーチを1シーズン務めた。
2016年より、堺ブレイザーズの監督に就任。3シーズン監督を務めた。
2019年、堺の監督を退任後、FC東京の監督に就任した。
2022年6月、FC東京のチーム譲渡により誕生したプロクラブ・東京グレートベアーズに全体移籍。そこで引き続き監督を務める。
2022年8月、AVCカップ男子の日本代表監督を務め、チームを準優勝に導いた。
2023年、契約満了により、2022/23シーズン終了をもって東京グレートベアーズの監督を退任した。
2024年10月、ジェイテクトSTINGS愛知のコーチに就任した。
2025年6月、ジェイテクトSTINGS愛知のヘッドコーチ就任が発表された。

## 指導歴

### クラブ
- Aero odlena voda コーチ（1999-2000年）
- クーネオ コーチ（2002-2003年）
- ピアチェンツァ コーチ（2003-2004年）
- NECレッドロケッツ コーチ（2004-2005年）
- 久光製薬スプリングス コーチ（2005-2007年）
- パナソニックパンサーズ コーチ（2007-2015年）
- ベルリン・リサイクリング・バレーズ コーチ（2015-2016年）
- 堺ブレイザーズ 監督（2016-2019年）
- FC東京 監督（2019-2022年）
- 東京グレートベアーズ 監督（2022-2023年）
- ジェイテクトSTINGS愛知 コーチ（2024-2025年）
- ジェイテクトSTINGS愛知 監督（2025年-）

### ナショナルチーム
- 男子日本代表 コーチ（2014-2016年）
- 男子日本代表B 監督（2022-2024年）